# Fire Down Below
Fire Down Below (En tierra peligrosa 2 (España) e Infierno bajo tierra (Hispanoamérica)) es una película de acción de Félix Enríquez Alcalá y protagonizada por Steven Seagal, Kris Kristofferson y Marg Helgenberger.

## Argumento
Un policía de la agencia federal para la protección del medio ambiente llamado Jack Taggart acude a una pequeña población de los montes Apalaches para investigar el asesinato de un compañero. En esa población Taggart descubre que se están llevando a cabo peligrosos vertidos tóxicos, los cuales están causando a los habitantes de la zona serias enfermedades. La gente sin embargo no habla y su hermetismo no facilita su investigación. Aun así conigue relacionar el caso pronto con un empresario sin escrúpulos llamado Orin Hanner, que tiene amenazado al todo el pueblo.

## Reparto
| Actor              | Papel         |
| ------------------ | ------------- |
| Steven Seagal      | Jack Taggert  |
| Marg Helgenberger  | Sarah Kellogg |
| Stephen Lang       | Earl          |
| Kris Kristofferson | Orin, Sr.     |
| Brad Hunt          | Orin, Jr.     |
| Harry Dean Stanton | Cotton        |
| Levon Helm         | Rev. Goodall  |

## Estreno
En España se tituló la película En tierra peligrosa 2, porque querían utilizar el título como gancho comercial para que los potenciales espectadores lo relacionasen con la película anterior de éxito de Steven Seagal En tierra peligrosa (1994) aunque no hubiese relación entre ambos filmes.

## Recepción
Aunque los fanes de Steven Seagal apreciasen los parecidos entre ambas películas, esta película resultó ser un fracaso en taquilla.
En el presente, la película ha sido valorada en portales cinematográficos. En IMDb, con aproximadamente 19 000 votos registrados la producción cinematográfica obtiene una media ponderada de 5,1 sobre 10.